# Petrocosmea mairei
Petrocosmea mairei är en tvåhjärtbladig växtart som beskrevs av Augustin Abel Hector Léveillé. Petrocosmea mairei ingår i släktet Petrocosmea och familjen Gesneriaceae.

## Underarter
Arten delas in i följande underarter:
- P. m. intraglabra
- P. m. mairei